# The Lady in My Life
The Lady in My Life è un brano musicale interpretato dal cantante statunitense Michael Jackson, scritto da Rod Temperton e prodotto da Quincy Jones. È l'ultima traccia del sesto album in studio di Jackson, Thriller, pubblicato dalla Epic Records nel 1982.
Nonostante non sia stata pubblicata come singolo, la canzone ha ricevuto un Disco d'oro dalla RIAA nel 2022 aver venduto oltre 500 000 unità negli Stati Uniti grazie alla sua diffusione sulle varie piattaforme di streaming on demand.

## Il brano
Nel 1981, Rod Temperton aveva scritto la canzone Somethin' Special, interpretata da Patti Austin, per l'album The Dude di Quincy Jones. Nel 1982, all'inizio della lavorazione di Thriller, Jones chiese a Temperton di scrivere una ballata simile per Jackson in modo che potesse essere utilizzata come ideale pezzo di chiusura per l'album. Temperton scrisse allora una canzone che suonasse come una dichiarazione d'amore che combinava romanticismo e sensualità nella promessa di un eterno amore tra un uomo e la sua donna. Jackson, all'epoca 23enne e single, inizialmente non si trovò a suo agio durante le prime registrazioni del brano a causa del testo col quale non riusciva ad identificarsi, ma, su suggerimento di Jones, che gli consigliò di cantarla come se stesse letteralmente pregando qualcuno in ginocchio, chiese che vengano spente le luci nello studio di registrazione, analogamente a quanto aveva fatto durante le registrazioni di She's Out of My Life per il suo precedente album, Off the Wall (1979), e riuscì così a registrarla con la dovuta profondità necessaria. I musicisti che accompagnarono Jackson nel pezzo vennero ridotti al minimo, tra i quali comparivano i membri dei Toto David Paich e Steve Porcaro ai sintetizzatori e Jeff Porcaro alla batteria. Il primo missaggio della canzone durava oltre 6 minuti, ma vennero tagliati alcuni cori e la seconda strofa per portarla alla durata definitiva. The Lady in My Life fu l'ultima collaborazione tra Temperton e Jackson. I due non avrebbero mai più collaborato insieme.